# Cryptanura albomarginata
Cryptanura albomarginata là một loài tò vò trong họ Ichneumonidae.